# Freya decorata
Espèce
Synonymes
- Euophrys decorata C. L. Koch, 1846
- Euophrys trifasciata C. L. Koch, 1846
- Attus brandtii Taczanowski, 1871
- Freya strandi Caporiacco, 1947
- Freya dyali Roewer, 1951

Freya decorata est une espèce d'araignées aranéomorphes de la famille des Salticidae.

## Distribution
Cette espèce se rencontre en Équateur, au Guyana, en Guyane et au Brésil en Amapá, au Pará et en Amazonas,.

## Description
Les mâles mesurent de 6,60 à 7,98 mm et les femelles de 6,53 à 9,58 mm.

## Publication originale
- C. L. Koch, 1846 : Die Arachniden. Nürnberg, vol. 13, p. 1-234 (texte intégral).